# 玻尔月谷
玻尔月谷(Vallis Bohr)是一条绵延在月球爱因斯坦环形山正南的山谷。该条宽阔的裂缝长约80公里度，它是东方海撞击盆地往南的进一步发展，其月面座标为北纬12.4°、西经86.6，1976年国际天文学联合会以丹麦物理学家尼尔斯·玻尔的名字命名了它。
玻尔月谷是东方海撞击坑与南面次级撞击坑间的一个链条。